# Le Roncole

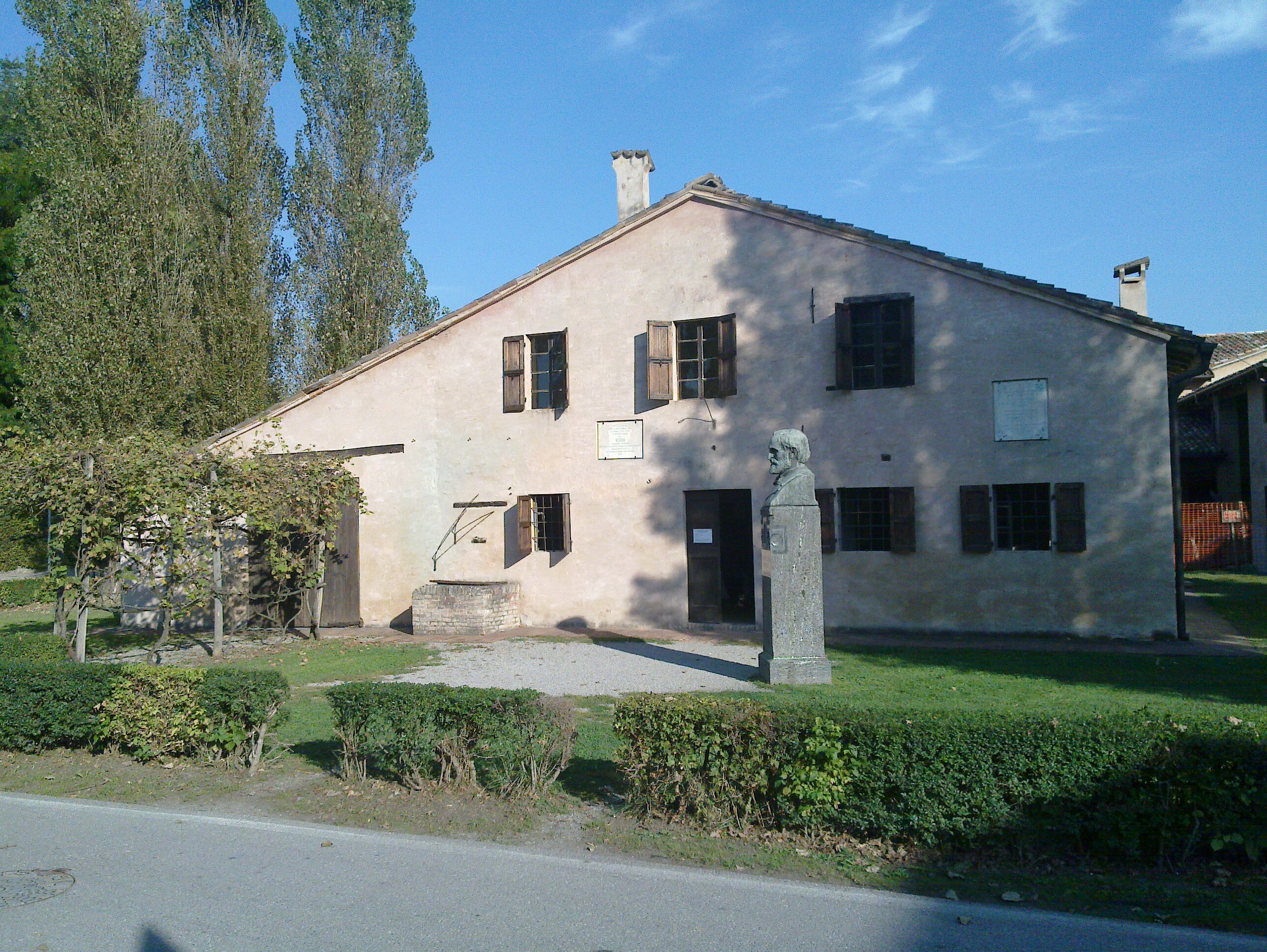
La casa natal de Giuseppe Verdi.

Le Roncole (conocida como Roncole Verdi) es un pueblo en la provincia de Parma (Emilia-Romaña región) de Italia, una frazione de la comune de Busseto. Está localizado 140 km al sureste de Milán.  
El pueblo es conocido por ser el lugar de nacimiento del compositor de ópera Giuseppe Verdi el 10 de octubre de 1813. Mantuvo una residencia en el área durante casi toda su vida y escribió al conde Opprandino Arrivabene en 1863 desde París cuando se rumoreó que pretendía vivir en Francia: «fui, soy y siempre seré un campesino de Le Roncole». La casa es monumento nacional desde 1901.
La casa natal del compositor, «Casa Natale del Maestro», se puede visitar, así como el órgano utilizado por el joven Verdi en la iglesia a unos cuantos kilómetros.